# Lepiderema ixiocarpa

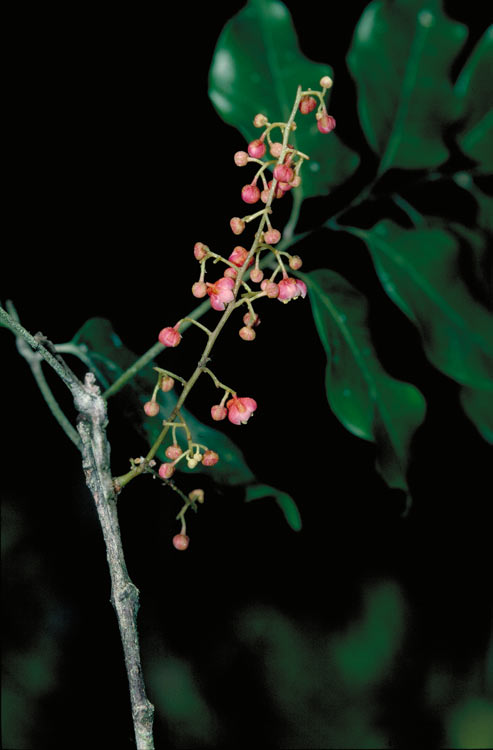

Lepiderema ixiocarpa är en kinesträdsväxtart som beskrevs av Sally T. Reynolds. Lepiderema ixiocarpa ingår i släktet Lepiderema och familjen kinesträdsväxter. Inga underarter finns listade i Catalogue of Life.